# Wind It Up
„Wind It Up” este o melodie pop scrisǎ de Gwen Stefani și Pharrell Williams inclusǎ original în turneul Harajuku Lovers Tour (2005). Datoritǎ recepției pozitive venite din partea publicului, melodia a fost inclusǎ pe al doilea album solo al artistei The Sweet Escape (2006). Melodia conține un sample din melodia „The Lonely Goatherd” din filmul The Sound of Music.
„Wind It Up” a primit recenzii negative de critici, care au criticat folosirea yedelerului. Trackul a fost lansat ca primul single de pe album, la sfârșitul anului 2006, și a atins Top20 în majoritatea țǎrilor.

## Compunere
În iulie 2005, Stefani a început să scrie si să înregistreze material nou cu Pharrell. În timpul uneia din aceste sesiuni, au creat „Wind It Up” pentru un fashion show din toamna 2005, care avea să inaugureze colectia pentru 2006 al liniei de moda L.A.M.B. Perechii i-a fost greu să constuiasca o melodie care să se potriveasca cu bassul.
Stefani l-a rugat pe Dj-ul Jeremy Healy să creeze un mashup între melodiile „The Lonely Goatherd”, o melodie dintr-un muzical de Rodgers & Hammerstein și filmul din 1965, Sunetul Muzicii. Stefani considera filmul "The Sound of Music" ca fiind filmul ei favorit, și iși dorise toata viata să încorporeze un beat din el într-o melodie de a ei. Gwen a declarat: "Am plâns, la propriu, si nu exagerez cand am auzit mashup-ul. Williams totuși, nu a fost deloc incantat.
Versurile nu sunt narative, și Stefani a zic „într-o melodie ca «Wind It Up» nu este vorba despre nimic”. În melodie, aceasta discuta cum baietii urmaresc fetele dansând. Melodia are o referinta la colectia de moda L.A.M.B.-"Thay like the way that L.A.M.B. is going 'cross my shirt".

## Recenzii

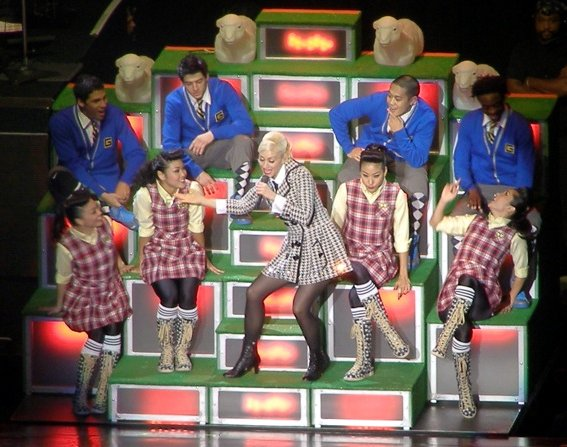
Scena a fost proiectate pentru a semana cu dealuri, referinta la Sunetul Muzicii.

„Wind It Up” a primit în general recenzii negative de la critictii muzicii pop. Entertainment Weekly a criticat în special referirea artistei la propria linie de moda. OHM Media a numit trakcul ca fiind „pur și simplu oribil, și posibil cel mai prost start pentru un album anul acesta”. About.com a dat melodiei trei stelute și jumatate din cinci, zicand ca are „valoare pentru distractie”, în timp ce Pitchfork Media a dat numai o stea. IndieLondon a zis ca „Wind It Up” este punctul culminant al albumui și ca „Stefani are darul de a lua ceva ce pe hartie suna plicticos și să-l transforme în ceva super cool”.
Majoritatea au criticat folosirea yodelerului și a sampelului "The Lonely Goatherd".
În fata criticilor, Stefani a comentat în apararea melodiei:
| “ | Am stiut ca unii oameni nu vor întelege dar nu imi pasa. Oamenii care l-au înteles sunt fanii Sunetul Muzicii… Eu tot cred ca este genial și imi mentin parerea. De ce nu putem face ceva ciudat pentru o vreme? Aceste melodii se refera numai la distractie, înregistrari care sunt facute pentru a te face să te simti bine și nu să le iei în serios. | ” |

## Videoclip
Videoclipul a fost regizat de Sophie Muller. Cu toate ca nu are o poveste, clipul contine costume și scene inspirate de Sunetul Muzicii. Stefani și fetele Harajuku danseaza des în fata campurilor de flori și un fundal cu simboluri asemanatore cu niste chei alcatuite din doi "G" spate în spate. Intr-o scena inspirata de Sunetul Muzicii, Gwen joaca rolul Mariei von Trapp, în timp ce dansatorii, in pijamale, ii interpreteaza pe copii ei și sar pe pat. In alta scena, artista faca haine de marinari fetelor Harajuku din perdele. Ea mai apare și ca dirijoare și calugarita. Melodia mai are un videoclip, produs în 3-D, dar aceasta varianta nu a fost niciodata lansata.
Clipul a avut un succes foarte mare pe canelele de specialitate. „Wind It Up” a fost prima data difuzat pe 10 noiembrie 2006 pe MTV, și și-a făcut premiera în topul programului Total Request Live, trei zile mai tarziu. Videoclipul a debutat pe locul #8 și și-a atins pozitia maxima pe locul #2. Dupa debutul sau pe 17 noiembrie pe canalul MuchMusic în timpul emisiunii Countdown, melodia a atins locul #2 timp de o saptamana.

## Formats and track listings
North American 12" vinyl single
1. „Wind It Up”
2. „Wind It Up” (original Neptunes mix)

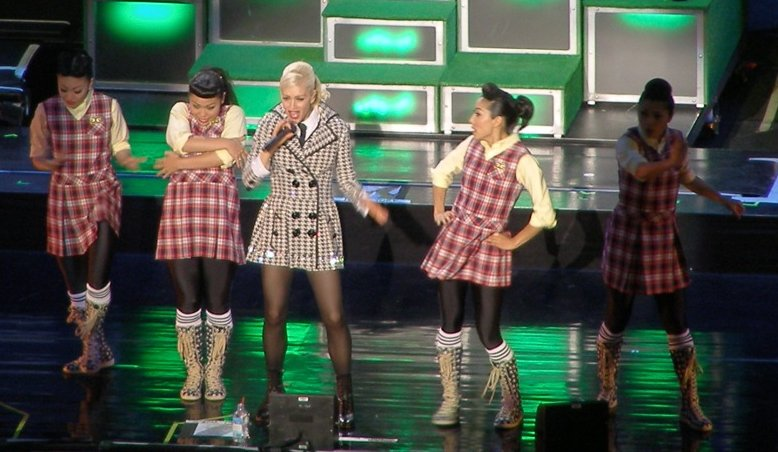
Stefani interpretand „Wind It Up” în timpul Sweet Escape Tour.

3. „Wind It Up” (instrumental)

UK/Europe 12" vinyl single
1. „Wind It Up”
2. „Wind It Up” (original Neptunes mix)
3. „Wind It Up” (instrumental)
4. „Wind It Up” (original Neptunes instrumental)

Enhanced CD Single
1. „Wind It Up”
2. „Wind It Up” (original Neptunes mix)
3. „Wind It Up” (instrumental)
4. „Wind It Up” (video)

Australian CD Single
1. „Wind It Up”
2. „Wind It Up” (original Neptunes mix)

## Performanta in topuri
„Wind It Up” a avut un succes moderat în America de Nord. În Statele Unite a debutat pe locul #40 în noiembrie 2006. A atins locul #6 dupa sase săptămâni și a rămas în top pentru 18 saptamani. A obtinut locul #7 in Pop 100 și #5 in Hot Dance Music/Club Play
„Wind It Up” a avut un succes similar și in Europa, atingand #4 în Eurochart Hot 100. In Marea Britanie melodia a debutat pe locul #8 și a atins poziția #3 săptămâna următoare, parasind topul după zece săptămâni. A mai atins Top10 în Belgia, Irlanda, Olanda, Norvegia, și Top20 în Austria, Suedia, România și Elveția.
In Australia melodia a debutat pe locul #8 și și-a petrecut primele sapte saptamani în Top10. Melodia a ajuns #1 în Noua Zeelanda, unde a petrecut doua saptamani, și 20 per total.

### Topuri
| Chart (2006)                             | Peak position |
| ---------------------------------------- | ------------- |
| Austrian Singles Chart                   | 18            |
| Canadian Airplay Chart                   | 18            |
| Finnish Singles Chart                    | 6             |
| Irish Singles Chart                      | 10            |
| New Zealand Singles Chart                | 1             |
| Swiss Singles Chart                      | 14            |
| UK Singles Chart                         | 3             |
| United World Chart                       | 8             |
| U.S. Billboard Hot 100                   | 6             |
| U.S. Billboard Pop 100                   | 7             |
| U.S. Billboard Hot Dance Music/Club Play | 5             |
| U.S. Billboard Top 40 Mainstream         | 18            |

| Chart (2007              | Peak position |
| ------------------------ | ------------- |
| Australian Singles Chart | 5             |
| Belgian Singles Chart    | 8             |
| Dutch Top 40             | 4             |
| French Singles Chart     | 12            |
| German Singles Chart     | 21            |
| Latin America Top 40     | 37            |
| Norwegian Singles Chart  | 7             |
| Romanian Top 100         | 12            |
| Swedish Singles Chart    | 19            |